# Josef Friedrich Schmidt
Josef Friedrich Schmidt (* 24. November 1871 in Amberg; † 28. September 1948 in München) war ein deutscher Unternehmer.
Schmidt entwickelte 1908 das Spiel Mensch ärgere Dich nicht in einer kleinen Werkstatt in der Münchner Au und wurde zum Gründer von Schmidt Spiele. Das Stadtmuseum Amberg hat Schmidt einen eigenen Bereich in der Dauerausstellung gewidmet. 